# David Hosack
David Hosack (New York, 31 agosto 1769 – New York, 22 dicembre 1835) è stato un medico e botanico statunitense.

## Biografia
Studiò al Columbia College e a Priceton conseguendo un Bachelor of Arts nel 1789. Diventò poi dottore di medicina all'Università della Pennsylvania, seguendovi i corsi di Adam Kuhn, vecchio allievo di Carl von Linné. Soggiornò a Londra, ove strinse amicizia con William Curtis e James Edward Smith. Grazie a Curtis diventò membro della Società linneana di Londra nel 1794.
Fu professore di medicina all'Università Columbia dal 1797 al 1811 e poi alla scuola di medicina e chirurgia di New York dal 1811 al 1826. Fu tra i primi medici a usare lo stetoscopio e a promuovere la vaccinazione.

## Opere

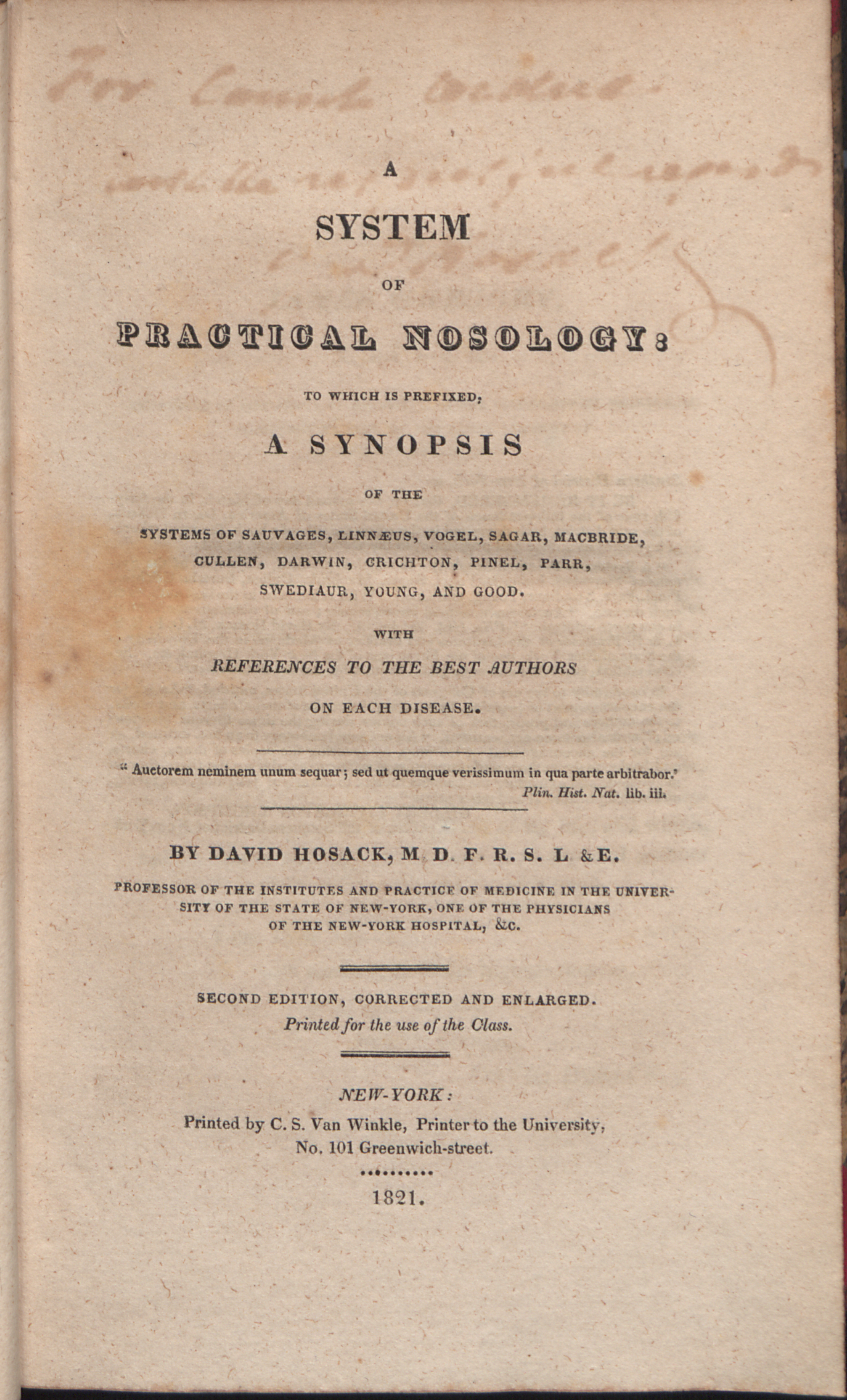
System of practical nosology, 1821

- (EN) System of practical nosology, New York, C.S. Van Winkle, 1821.